# 牛亚科
牛亚科（學名：Bovinae）在生物分类学中包括24种中至大型的有蹄动物，其中包括家牛、野牛、水牛、牦牛以及四种带角的羚羊。这个亚科内的动物之间的亲属关系还不很清楚。为了显示这个不清楚性，在生物分类学上亚科以下又分族。

## 主要特徵
牛亚科体型较粗壮，一般体长160～350厘米，尾长18～110厘米，肩高60～280厘米，体重150～1350千克，不善於奔跑。雌雄都有角，角的截面为圆形或三角形；颈、肩或背部常具有由脊椎的背棘支持并有发达的肌肉而形成的隆起。腳分蹄。

## 分布
牛亚科分布比较广泛，主要分布在非洲和亚洲南部。

## 分类
牛亚科分为三个族。
牛族(Bovini)的成员都是大到极大的食草类动物，其中包括对人类非常重要的家牛、水牛和牦牛。最大的野生牛族成员是印度野牛、非洲水牛和美洲野牛。这一族一般统称为牛。本族包括六个属：
- 牛属(Bos)
  - 原牛(B. primigenius)†
  - 尖额牛(B. acutifrons)†
  - 平额牛(B. planifrons)†
  - 爪哇野牛(B. javanicus)
  - 印度野牛(B. gaurus)
  - 大额牛(B. frontalis)
  - 牦牛(B. mutus)
  - 家牛(B. taurus)
  - 林牛（柬埔寨野牛）(B. sauveli
- 水牛属(Bubalus)
  - 印度水牛(B. bubalus)
  - 低地倭水牛(B. depressicornis)
  - 山地倭水牛(B. quarlesi)
  - 民都洛水牛(B. mindorensis)
  - 宿雾水牛(B. cebuensis)†
- 非洲水牛属(Syncerus)
  - 非洲水牛(S. caffer)
- 美洲野牛属(Bison)
  - 美洲野牛(B. bison)
  - 欧洲野牛(B. bonasus)
  - 長角野牛(B. latifrons)†
  - 西伯利亚野牛(B. priscus)†
  - 古風野牛(B. antiquus)†
  - 福爾松野牛(B. occidentalis)†
- 中南大羚属(Pseudoryx)
  - 中南大羚(P. nghetinhensis)
- 旋角牛属(Pseudonovibos)
  - 旋角牛(P. spiralis)

蓝牛羚族(Boselaphini)是一个极近似整个亚科的祖先的动物的最后幸存者。其生物解剖的特征与行为都比较原始。其母动物无角。它们生活在印度的森林中，一般避免空旷地带。其生活环境在急剧减小。蓝牛羚（Nilgai）被引入美国德克萨斯州南部，这一群不到10,000的动物大约可以保证这个族的幸存。本族分为2属2种：
- 蓝牛羚属(Boselaphus)
  - 蓝牛羚(B. tragocamelus)
- 四角羚属(Tetracerus)
  - 四角羚(T. quadricornis)

薮羚族(Strepsicerotini)只生活在非洲。这一族的动物一般都是高大、结构纤细、长颈的动物。其公母区分非常明显。其两属九种内有七种受保护。旋角大羚羊和大旋角羚羊没有灭绝的危机。
- 旋角大羚羊属(Taurotragus)
  - 大羚羊(T. oryx)
  - 德氏大羚羊(T. derbianus)
- 薮羚属(Tragelaphus)
  - 泽羚(T. spekeii)
  - 安氏薮羚(T. angasii)
  - 薮羚(T. scriptus)
  - 山薮羚(T. buxtoni)
  - 小旋角羚(T. imberbis)
  - 大旋角羚(T. strepsiceros)
  - 紫羚(T. eurycerus)